# Ландрю (фільм)
«Ландрю» (фр. Landru) — фільм французького режисера Клода Шаброля, що вийшов на екрани в 1963 році.
Жанр фільму поєднує засновану на документальному матеріалі кримінальну драму з елементами чорної комедії. Сценарій написала Франсуаза Саган на основі реальних обставин справи французького серійного вбивці Анрі Дезіре Ландрю, який убив та розчленував 10 жінок та одну дитину в роки Першої світової війни.

## Сюжет
У роки Першої світової війни зовні респектабельний чоловік середніх років Анрі Ландрю (Шарль Деннер) розробив винахідливий засіб поповнення свого бюджету, що скорочується. Ландрю розміщував у газетах оголошення про знайомство, потім серед тих, хто відповів, вибирав багатих вдів у віці за 50 років. Він запрошував їх у ресторан, потім заманював на свою заміську віллу, з'ясовував їхній фінансовий стан і отримував доступ до банківських рахунків, після чого вбивав їх, розчленовував на шматочки та спалював. Добуті кошти Ландрю використав на безбідне утримання дружини, коханки та чотирьох дітей, які звикли до забезпеченого буржуазного способу життя. Зрештою, його впіймали після того, як його впізнала сестра однієї з жертв. Ландрю присягався, що він не психопатичний вбивця, і що робив вбивства лише заради того, щоб забезпечити своїй сім'ї гідний її стиль життя, до якого вона звикла. Під час суду Ландрю відмовився визнати себе винним і не виявив жодного каяття. Він виступав промовисто, переконливо і пристрасно, переконаний у тому, що присяжні не посміють винести обвинувальний вердикт людині його інтелекту та походження. Його гільйотинували 25 лютого 1922 року.

## У ролях
- Шарль Деннер — Анрі Дезіре Ландрю
- Даніель Дар'є — Берт Еон
- Мішель Морган — Селестін Буйссон
- Жульєт Майнієль — Анна Коллон
- Стефан Одран — Фернан Сегре
- Марі Марке — мадам Гюйєн
- П'єр Верньє — магітстрат
- Серж Бенто — Моріс Ландрю
- Андре Фуше — доктор Поль
- Робер Бурньє — суддя
- Маріо Давид — прокурор
- Франсуаз Люгань — мадам Ландрю
- Клод Мансар — адвокат
- Жан-Луї Морі — комісар Белен
- Гільдеґард Кнеф — мадам Ікс
- Раймон Кено — Жорж Клемансо